# Hanzeatycka Nagroda Goethego
Hanzeatycka Nagroda Goethego (niem. Hansischer Goethe-Preis) – była niemiecka nagroda przyznawana za osiągnięcia z dziedziny literatury oraz inne osiągnięcia artystyczne. Przyznawana była co rok od 1950 do 1959, a następnie co 2 lata do 2005.

## Nagrodzeni
- 1950: Carl Jakob Burckhardt
- 1951: Martin Buber
- 1952: Eduard Spranger
- 1953: Eivind Berggrav(inne języki)
- 1954: T.S. Eliot
- 1955: Gabriel Marcel
- 1956: Walter Gropius
- 1957: Alfred Weber
- 1958: Paul Tillich
- 1959: Theodor Heuss
- 1961: Benjamin Britten
- 1963: Wilhelm Flitner(inne języki)
- 1965: Hans Arp
- 1967: Salvador de Madariaga
- 1969: Robert Minder(inne języki)
- 1971: Giorgio Strehler
- 1972: Albin Lesky
- 1973: Manès Sperber
- 1975: Carlo Schmid(inne języki)
- 1977: Willem Adolf Visser ’t Hooft(inne języki)
- 1979: Hans-Georg Wormit(inne języki)
- 1981: Antonio Tovar(inne języki)
- 1985: Karl-Heinz Hahn(inne języki)
- 1988: Alfred Sauvy(inne języki)
- 1989: Carl Friedrich von Weizsäcker
- 1991: Goethe-Gesellschaft(inne języki)
- 1993: Jean Starobinski
- 1995: Nikolaus Harnoncourt
- 1997: Harald Weinrich(inne języki)
- 1999: Ryszard Kapuściński
- 2001: Pina Bausch
- 2003: Cees Nooteboom
- 2005: Ariane Mnouchkine